# Andrzej Kopiczyński
Andrzej Kopiczyński (n. 15 aprilie 1934, Międzyrzec Podlaski, Lublin, Polonia – d. 13 octombrie 2016, Varșovia, Polonia) a fost un actor polonez de teatru și film. A absolvit cursurile Școlii Naționale Superioare de Film din Łódź. A interpretat, printre altele, rolul principal în serialele Czterdziestolatek și Czterdziestolatek. 20 lat później.

## Biografie
S-a născut pe 15 aprilie 1934 în orașul Międzyrzec Podlaski (aflat astăzi în voievodatul Lublin), ca fiu al Helenei și al lui Konstanty Kopiczyński. Înainte de a începe studiile, a locuit la Wrocław. A urmat studii la Facultatea de Actorie a Școlii Naționale Superioare de Teatru din Łódź, pe care le-a absolvit în 1958, și a avut debutul teatral pe 14 noiembrie 1957 în rolul pădurarului din piesa Dwa teatry de Jerzy Szaniawski, pusă în scenă de regizorul Kazimierz Brodzikowski la Teatrul Universal din Łódź.
A debutat pe marele ecran în anul 1957 în filmul Adevăratul sfârșit al războiului, regizat de Jerzy Kawalerowicz. A făcut parte ca actor din trupele unor teatre de provincie: Teatrul „Stefan Jaracz” din Olsztyn (1958-1960), Teatrul Polonez din Bydgoszcz (1960-1961), Teatrele Dramatice din Szczecin (1961–1962, 1963-1970) și Teatrul Baltic din Koszalin (1962-1963), iar din 1970 a jucat pe scenele unor teatre din Varșovia: Teatrul Național (1970-1979), Teatrul de Varietăți (1979-1982), Teatrul Na Woli (1982-1986) și Teatrul Kwadrat (1986-2011). A interpretat roluri în numeroase spectacole reprezentate în cadrul Teatrului Radiofonic (din 1969) și al Teatrului de Televiziune (din 1968).

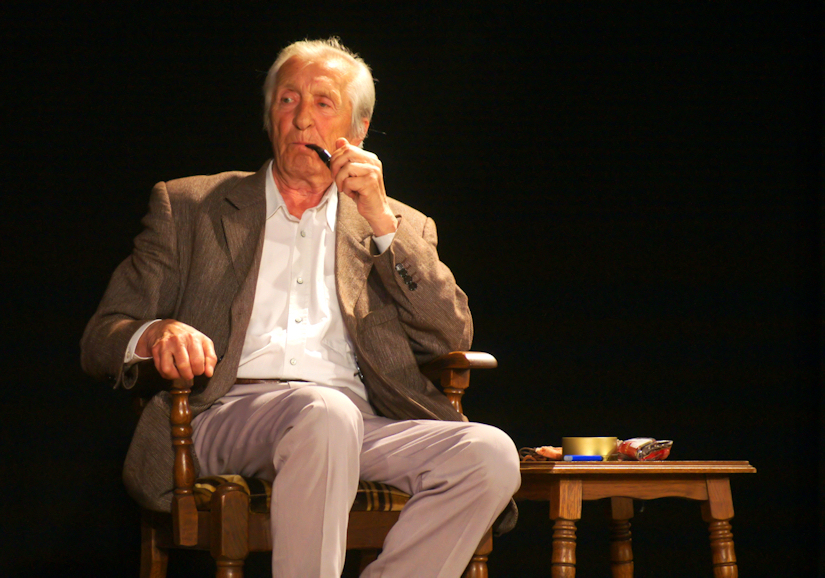
Andrzej Kopiczyński (2011)

Intențiile inițiale ale actorului cu privire la arta dramatică s-au schimbat radical după ce a interpretat rolul inginerului Stefan Karwowski în serialul Czterdziestolatek al lui Jerzy Gruza (1974–1977). Începând de atunci, Kopiczyński, care era cunoscut anterior pentru rolul lui Nicolaus Copernic în serialul Kopernik, produs pentru a sărbători aniversarea a 500 de ani de la nașterea astronomului, a fost asociat doar cu personajul ing. Karwowski. Interpretarea acestui rol l-a făcut popular în întreaga Polonie și a făcut ca numele său să fie asociat permanent cu ing. Stefan Karwowski. Marea popularitate a serialului și aclamațiile generale ale publicului i-au convins după mulți ani pe producători să readucă personajul în atenția spectatorilor. Inginerul Karwowski a apărut în 1993 în serialul Czterdziestolatek 20 lat później. Profitând de popularitatea ambelor seriale Czterdziestolatek, actorii s-au implicat în diverse activități derivate, cum ar fi reclamele. Actorul a jucat într-o reclamă pentru calorifere, detergentul pentru mașini de spălat Pollena 2000 și cooperative de credit. De asemenea, pentru rolurile din serialul Czterdziestolatek și din filmul care este o parte inseparabilă a seriei - Motylem jestem, czyli romans 40-latka - actorul a obținut numeroase premii, inclusiv Premiul președintelui Comitetului de Radio și Televiziune (pentru întregul colectiv, 1976), Premiul „Cuiul de argint al sezonului 1975” (în sondajul de popularitate al ziarului Kurier Polski, 1976), Premiul pentru rolul principal masculin la Festivalul Filmului Polonez de la Gdynia (organizat până în 1986 la Gdańsk) (1976), Premiul Comitetului de Radio și Televiziune cl. I pentru partea a II-a a filmului Czterdziestolatek(1978). În anii 1990 actorul a prezentat pentru scurt timp jocul televizat Koło Fortuny, difuzat de TVP2.
În cursul carierei sale a interpretat peste 160 de personaje de teatru și film.

### Viața particulară
A fost căsătorit de trei ori cu actrițe: mai întâi cu Maria Chwalibóg, apoi cu Ewa Żukowska (cu care a avut o fiică pe nume Katarzyna) și mai târziu cu Monika Dzienisiewicz-Olbrychska. În 2000, imaginea lui Andrzej Kopiczyński a fost utilizată într-o campanie publicitară pentru fabrica de ferestre OknoRes. Podkarpacka.
În 2014 actorul a fost diagnosticat cu boala Alzheimer. A murit pe 13 octombrie 2016 la Varșovia și a fost înmormântat pe 19 octombrie 2016 în Cimitirul Stare Powązki din Varșovia.

## Filmografie

### Actor
- 1957: Adevăratul sfârșit al războiului
- 1958: Zadzwońcie do mojej żony – marinar, logodnicul hangiței
- 1964: Zakochani są między nami – bărbatul care a ridicat-o pe crainică
- 1964: Obok prawdy – Wojtek Łopot
- 1964: Koniec naszego świata – kapo Krwawy Józek
- 1965: Święta wojna – Grześ Walczak, fotbalistul echipei Sparta
- 1965: Gorąca linia – minerul Witalis
- 1966: Cierpkie głogi – Leon, reporter al postului Polskie Radio
- 1967: Julia, Anna, Genowefa... – Marek, fiul directoarei Rutowiczowa
- 1969: Jarzębina czerwona – slt. Wiktor Kotarski
- 1969: Czekam w Monte-Carlo – Jan Rajski
- 1970: Pułapka – Jan Rajner
- 1970: Prawdzie w oczy – ing. Marczak
- 1970: Kolumbowie – ofițer de stat major (ep. 5)
- 1971: Wiktoryna czyli czy pan pochodzi z Beauvais? – Piotr
- 1971: 150 na godzinę – Jimmy, soțul Aldonei
- 1972: Skarb trzech łotrów – Adam Morawski
- 1972: Diabelskie eliksiry – Wiktoryn
- 1973: Copernic – Nicolaus Copernic
- 1973: Kopernik – Nicolaus Copernic (ep. 1–3)
- 1973: Zasieki – locotenentul
- 1974–1977: Czterdziestolatek – ing. Stefan Karwowski
- 1976: Motylem jestem, czyli romans 40-latka – ing. Stefan Karwowski
- 1977: Noce i dnie – Tytus Jerzy Niechcic, vărul lui Bogumił (ep. 9)
- 1978: Życie na gorąco – senatorul Juan Meranez (ep. 6)
- 1978: Odcinek XIII – șeful centrului de zbor spațial, comandantul navei „Copernicus”
- 1978: 07 zgłoś się – propriul rol (ep. 7)
- 1981: Miłość ci wszystko wybaczy – maiorul Olo Kryński
- 1981: Ślepy bokser – Zenon Gołyźniak
- 1982: Vraciul – dr. Pawlicki
- 1983: În așteptarea lui Filip – Wiśniewski, colegul lui Leski
- 1987: Rajski ptak – Gadomski, tatăl Ankăi
- 1988: Pięć minut przed gwizdkiem – judecătorul Leszek Hogendorf
- 1988: Niezwykła podróż Baltazara Kobera – Pappagello
- 1990: Napoleon – Anglik (ep. 6)
- 1990: Korczak – directorul postului Polskie Radio
- 1990: Dziewczyna z Mazur – fotograful Daniel Grycz
- 1993: Czterdziestolatek 20 lat później – ing. Stefan Karwowski
- 1994: Bank nie z tej ziemi – Stefan Kropkowski (ep. 12)
- 1999: Ogniem i mieczem – Zaćwilichowski
- 1999–2000: Czułość i kłamstwa – Ryszard Trybuła
- 2000: Ogniem i mieczem – Zaćwilichowski
- 2001–2005: Lokatorzy – pan Roman Zagórny
- 2006: Niania – Waldemar Krukowski (ep. 19)
- 2007, 2011: Świat według Kiepskich – ing. Stefan Karwowski (ep. 280 și 368)
- 2008: To nie tak, jak myślisz, kotku – ministrul
- 2008: Plebania – preotul Ernest (ep. 992)
- 2008: Na kocią łapę – proprietarul motanului Caruso
- 2011: 1920 Bitwa warszawska – preotul
- 2012: Piąty Stadion – Michał, unchiul lui Aleks (ep. 58)
- 2013: Lekarze – Makary (ep. 25)

### Dublaj de voce
- 2006 : Garfield 2 - Smithee

## Distincții

### Decorații
- Crucea de Merit de aur (1975)[7][8]
- Crucea de Ofițer a Ordinului Polonia Restituta (postum, 2016)[7][8][18]
- Medalia de argint „Meritul cultural - Gloria Artis” (2015)[7][8]
- Insigna „Pentru servicii aduse Varșoviei” (1977)[7]

### Premii
- Premiul Radei Naționale Voievodale pentru cel mai bun actor la ediția a III-a a Festivalului Teatrelor din nordul Poloniei de la Toruń pentru rolul regelui Henric al II-lea în piesa Becket de Jean Anouilh la Teatrul Polonez din Bydgoszcz (1961)[7][9]
- Premiul pentru cel mai bun actor la ediția a IV-a a Festivalului Teatrelor din nordul Poloniei de la Toruń pentru rolul titular în piesa Kordian de Juliusz Słowacki la Teatrul Dramatic din Szczecin (1962)[7][9]
- Premiul postului Polskie Radio pentru tânărul actor la ediția a III-a a Festivalului Național al Artelor Ruse și Sovietice (OFSRiR) de la Katowice pentru rolul Alexei Maksimov în piesa Colegii de Vasili Axionov și I. Stabovoi (1963)[7][9]
- Premiul Radei Naționale Voievodale din Szczecin (1964)[7][9]
- premiul „Inelul de chihlimbar” într-un sondaj public (1965)[9]
- premiul „Inelul de chihlimbar” într-un sondaj public (1966)[9]
- Premiul pentru cel mai bun actor la ediția a VIII-a a Festivalului Teatrelor din nordul Poloniei de la Toruń pentru rolul Jean în piesa Setea și foamea de Eugen Ionescu la Teatrul Dramatic din Szczecin (1966)[7][9]
- premiul „Inelul de chihlimbar” într-un sondaj public (1967)[7][9]
- Premiul pentru cel mai bun actor la ediția a XI-a a Festivalului Teatrelor din nordul Poloniei de la Toruń pentru rolul Konrad în Eliberarea de Stanisław Wyspiański la Teatrul Dramatic din Szczecin (1969)[7][9]
- Premiul „Cuiul de argint al sezonului 1975” în sondajul de popularitate al ziarului Kurier Polski (1976)[7]
- Premiul Comitetului de Radio și Televiziune cl. I pentru partea a II-a a filmului Czterdziestolatek (1978)[7][9]
- Premiul pentru întreaga carieră la Gala personalităților anului organizată în 2011 la Varșovia (2011)[9]